# Rule of Rose
Rule of Rose — видеоигра в жанре Survival horror, разработана компанией Punchline для консоли PlayStation 2. Впервые игра вышла в Японии 19 января 2006 года, а издателем выступила Sony Computer Entertainment. В сентябре того же года компания Atlus выпустила игру на территории США, а спустя еще два месяца 505 Games выпустила игру в Европе. Релиз игры в Великобритании был отменен в связи с обвинениями многих европейских политиков и прессы, назвавших игру «жестокой и непристойной». Рейтинговое агентство PEGI прокомментировало данные заявления, назвав все обвинения ложными. Позднее компания Red Ant Enterprises также заявили об отказе выпускать игру в Австралии и Новой Зеландии.
События игры разворачиваются в Англии, в 1930 году. Главная героиня, Дженнифер, оказывается запертой внутри приюта под управлением девочек-сирот, создавших собственную иерархию . Вершиной этой иерархии является некий клуб — «Аристократы Красного Карандаша». Punchline разрабатывала игру по заказу самой Sony Computer Entertainment. Команда выбрала направление «психологического ужаса», центральной идеей которого стали дети, чьи мотивы описывались как «таинственные и необъяснимые». В качестве источников вдохновения разработчики выбрали сказки братьев Гримм и серию Silent Hill для визуальной составляющей. Для большей проработки атмосферы использовалась студийная музыка.
Еще до своего выхода игра стала объектом споров из-за тематик насилия и сексуальности в отношении несовершеннолетних женских персонажей. После выхода игра получила смешанные отзывы критиков. Большинство положительно оценили сюжет игры, музыку и элементы ужаса, но в то же время раскритиковали сам игровой процесс. Игра часто сравнивалась с серией Silent Hill из-за схожих элементов ужаса, а также с Haunting Ground из-за аналогичной идеи «женского персонажа в сопровождении собаки-компаньона»

## Игровой процесс
Управляя Дженнифер, игрок исследует игровые локации для поиска предметов и подсказок, выполняет задания и периодически сталкивается с рядовыми противниками и боссами. Бой в игре почти всегда рукопашный, с использованием импровизированного оружия. Поскольку Дженнифер — обычная девушка, ее атаки не отличаются силой или дальностью поражения. Чаще бегство является более разумным выходом из ситуации, нежели открытое противоборство. Кроме боссов, противники в игре — низкорослые существа, похожие на детей. Иногда игрок встречает и других противников, носящих головы разных животных.
Одной из особенностей игры является Браун — лабрадор-ретривер, спасенный Дженнифер в начале игры. Пес сопровождает героиню на протяжении всей игры, выполняя вспомогательные функции. Он может выполнять команды, искать предметы по запаху, а также отвлекать противников и боссов, давая героине время для маневра. Тем не менее, если Браун получит слишком большое количество урона, он какое-то время не сможет помогать Дженнифер. Способности пса крайне полезны при прохождении, так как с его помощью можно искать не только важные предметы, но и различные бонусы. Игрок может выбрать предмет из инвентаря, а затем дать его Брауну, чтобы пес начал поиски. Во время поиска Браун будет вести Дженнифер через локацию, царапая двери, которые игроку необходимо открыть. Большинство предметов в игре скрыты и требуют «открытия» с помощью пса. Найденные предметы можно использовать для прохождения, восстановления здоровья Дженнифер или Брауна, а также для обмена с аристократами на более ценные вещи или оружие.

## Сюжет
1929 год. Во время обратного полета на дирижабле была плохая погода, и он разбился около Кардингтона. Дженнифер была единственной выжившей, а поскольку она летела со своими родителями и они, как и все остальные тоже погибли, то Дженнифер осталась круглой сиротой. Позже она была найдена Грегори Вилсоном, садовником детского приюта.
До января 1930 года Дженнифер жила с Грегори в его доме посредине леса. Однако из-за смерти сына Джошуа мужчина стал психически неуравновешенным. Он был добр к девушке, но не разрешал ей покидать кладовую дома, боясь снова потерять «сына». Он называл Дженнифер «Джошуа», давал ей его одежду и, похоже, пытался найти замену погибшему ребенку. Дженнифер поняла это, и из жалости осталась с мужчиной.
С ноября 1929 по январь 1930 года Дженнифер стала переписываться с местной сиротой Венди через окно подвала. Сначала Венди называла ее «Джошуа», думая, что Дженнифер — это мальчик. Вскоре девочки очень подружились и даже придумали игру в «Принцессу и Принца». Венди уговорила Дженнифер сбежать из дома в интернат. Когда Грегори не было дома, Венди взломала и открыла дверь от подвала. Девочки сбежали, захватив с собой пистолет Грегори. Они обменялись вещами в знак своей «любви». Дженнифер подарила Венди плюшевого мишку, которого звали «Джошуа», а Венди Дженнифер — брошь с красной розой.
С марта Дженнифер жила в сиротском «Приюте Розы». Никто из жителей этого заведения ее не любил. Чтобы подружится с сиротами — Дженнифер вступила в клуб «Аристократов Красного Карандаша» и поклялась по «Правилам Розы».
Позже она нашла маленького щенка, из-за его цвета она назвала его Брауном. С ним ей было не одиноко, и щенок быстро стал ее лучшим другом. Дженнифер познакомила Венди со щенком, но та сразу его возненавидела, приревновав к подруге. Буйная фантазия Венди в сочетании с обидой на Дженнифер породили коварный план мщения. Венди начала распространять среди детей слухи об ужасном бродячем псе, который приходит ночью и убивает всех, кто не соблюдает правила розы. Тайком переодеваясь в мальчика и выдавая себя за Джошуа, Венди полностью подчинила себе окончательно свихнувшегося Грегори, и однажды заставила его перебить всех взрослых в приюте (Мр. Хоффмана, Клару и Марту). После чего провозгласила себя Принцессой Роз, поскольку перепуганные дети поняли, что она не шутила про ужасного пса.
Дженнифер продолжала проводить свое время с новым другом Брауном. Венди почувствовав себя одинокой и обвинила в этом собаку. Она написала Дженнифер письмо, в котором было сказано «Ты еще пожалеешь о своем выборе».
Благодаря легенде об ужасном псе Венди держала под контролем всех детей в приюте и заставила их всячески измываться над Дженнифер: бить ее, кидаться красными карандашами, связывать и т. д. Венди думала, что таким образом она заставит Дженнифер вернуться к ней, после чего издевательства над девочкой прекратились бы. Однако у Дженнифер был Браун, ради которого она старалась быть сильной, поэтому она оставалась жить в сарае вместе с ним.
План Венди вернуть себе Дженнифер не работал, и она придумала новый: убить Брауна, тогда у Дженнифер никого не останется кроме нее. Используя сирот из «Аристократов Красного Карандаша», она выкрала Брауна и убила его. Для Дженнифер смерть Брауна была последней каплей. Она избила Венди на глазах у всех детей и сказала, что никогда ее не простит. После, она обратилась к остальным сиротам и сказала, что ненавидит их за то, что они сделали и то, что верили в ложь Венди. Сама Венди, расплакавшись, убежала.
Но дети уже не могли жить иначе, и новой принцессой розы они провозгласили Дженнифер. Венди тем временем отправилась за Грегори, решив убить всех в приюте. Обезумевший Грегори перебил всех детей, включая Венди. В живых он оставил лишь Дженнифер, поскольку узнал ее, и, осознав на мгновение ужас содеянного, застрелился. Вскоре полиция нашла тела детей, а также саму Дженнифер, которая после пережитого испытала глубокий психологический шок и потеряла память, забыв все, что с ней произошло ранее.
Когда Дженнифер исполнилось 19 лет, она начала все вспоминать, и именно эти воспоминания мы переживаем большую часть игры, то есть, по сути — мы уже взрослой Дженнифер путешествуем по ее детским воспоминаниям. Однако во многих местах эти воспоминания были искажены полученными в детстве психологическими травмами, поэтому мы и видим монстров и другие необъяснимые вещи, вроде дирижабля.

## Отзывы
| Сводный рейтинг | Сводный рейтинг |
| Агрегатор       | Оценка          |
| --------------- | --------------- |
| GameRankings    | 61,35 %         |